# محاريب المسجد النبوي

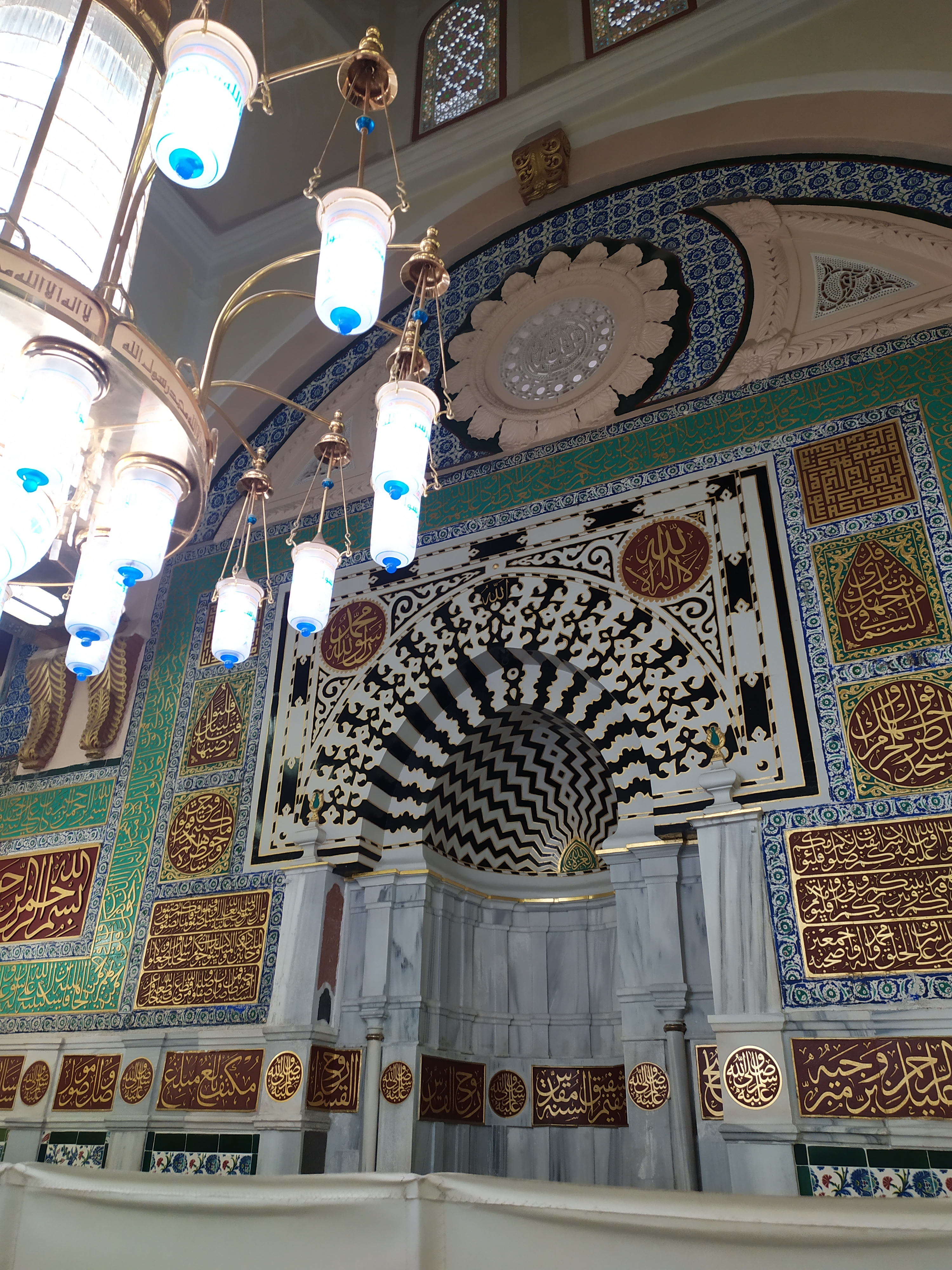
محراب الروضة الشريفة، المسجد النبوي في المدينة المنورة

محاريب المسجد النبوي يحتوي المسجد النبوي الشريف على خمسة محاريب موزعة على أرجاء المسجد وهي: المحراب النبوي الشريف في الروضة الشريفة والمحراب العثماني في حائط المسجد القبلي والمحراب السليماني ومحراب فاطمة ومحراب التهجد ومحراب شيخ الحرم.

## المحراب في عهد الرسول
عندما قدم النبي إلى المدينة المنورة قادما من مكة المكرمة مكث يستقبل بيت المقدس في الصلاة نحو ستة عشر أو سبعة عشر شهرا، وكانت قبلته إلى بيت المقدس في نهاية المسجد آنذاك من الشمال مقابل باب عثمان عند الاسطوانة الخامسة شمالي اسطوانة عائشة بنت أبي بكر الصديق، وبعد تحويل القبلة إلى البيت الحرام، حوله النبي محرابه من شمالي المسجد إلى جنوبيه، وصلى على اسطوانة عائشة مدة شهرين أو أربعة شهور، ثم تقدم إلى الاسطوانة المخلقة وصلى عندها عدة أيام وفيه بنى محرابه الشريف.

## المحراب في العهود الإسلامية
عنددما أراد الخليفة عمر بن الخطاب توسعة المسجد النبوي قدم محراب الإمام إلى نهاية زيادته جنوبا، وأما في زيادة عثمان بن عفان فوقف فيه في محرابه العثماني الذي يقف فيه الإمام الآن، ولم يكن يحتوي المسجد النبوي الشريف محراب مجوف، لا في عهده الرسول ولا في عهد الخلفاء الراشدين من بعده، وتشير المصادر التاريخية إلى أن المحراب المجوف الأول كان في المسجد النبوي الشريف في عمارة الوليد بن عبد الملك الخليفة الأموي على يد عامله على المدينة عمر بن عبد العزيز بين أعوام 88 هـ - 91 هـ الموافق 707 -710، حيث كان محراب المسجد النبوي الشريف قبل عمارة الوليد له كان عبارة عن محراب مسطح ليس فيه تجويف أو علامة مميزة في جدار القبلة، استنادا إلى قول عمر بن عبد العزيز «تعالوا احضروا بنيان قبلتكم، ولا تقولوا غير عمر قبلتنا، فجعل لا ينزع حجرا إلا وضع مكانه حجرا».

## محاريب المسجد النبوي
يحتوي المسجد النبوي الشريف على ستة محاريب هي:
- المحراب النبوي الشريف: في الروضة الشريفة ويقع المحراب على يسار المنبر وهو الذي يصلي فيه الإمام الآن.
- المحراب العثماني: في حائط المسجد القبلي.
- المحراب السليماني: وكان يعرف بالمحراب الحنفي وهو غربي المنبر.
- محراب فاطمة: ويقع جنوبي محراب التهجد داخل المقصورة الشريفة.
- محراب التهجد: يقع شمال الحجرة الشريفة وخلف حجرة فاطمة خارج المقصورة الشـريفة.
- محراب شيخ الحرم: وكان يقع خلف دكة الأغوات أحدث في العمارة المجيدية.